# Araldica militare italiana
Per araldica militare italiana s'intende lo studio e l'evoluzione degli stemmi militari dell'Esercito italiano, e suoi predecessori, durante i secoli.

## Storia

### Regno di Sardegna
Nel 1692 Vittorio Amedeo II di Savoia concesse, per la prima volta in assoluto, uno stemma ad ogni reggimento del suo esercito.

### Regno d'Italia
Nel 1917 fu emanata la prima legge del Regno d'Italia relativa all'araldica militare: il Regio Decreto n° 1391 del 18 agosto 1917 (Gazzetta Ufficiale n° 213 dell'8 settembre 1917) istituì "uno speciale attestato d'onore per i corpi dell'esercito segnalatisi ripetutamente sui campi di battaglia, con preclare azioni di valore collettivo".
La Legge n° 293 del 24 marzo 1932 (Gazzetta Ufficiale n° 88 del 15 aprile 1932) "Concessione di motti araldici ai Reggimenti e Corpi del Regio esercito" sanzionò la forma definitiva dei cosiddetti "motti araldici" per tutti i reggimenti dei vari corpi del Regio Esercito Italiano.
Il 4 luglio 1939, con circolare n° 55619 del Ministero della Guerra, si fornivano le istruzioni per le domande relative alla concessione dello stemma per i reggimenti, mentre con la circolare n° 92060 del 7 ottobre 1939, si ribadiva, invece, la forma sannitica dello scudo.
Nel 1942, durante la Seconda guerra mondiale, vennero sospese le concessioni di stemmi e motti araldici per i vari corpi dell'Esercito.

### Repubblica Italiana
Con la Circolare n° 523 del 22 novembre 1948 vennero ristabilite le concessioni di stemmi e motti araldici per i vari corpi dell'Esercito.
Con la Circolare n° 210 del 13 febbraio 1950 vennero stabilite le norme e le caratteristiche di ogni stemma dell'Esercito Italiano, mentre con la Circolare n° 121 del 9 febbraio 1987, lo Stato Maggiore dell'Esercito, su impulso della Presidenza della Repubblica, impose, nel quadro di un riordino generale dell'araldica militare, che tutti i Corpi ed Enti militari, che avevano diritto a fregiarsi di uno stemma, rivedessero il disegno, secondo le seguenti direttive:
- Corpi ed Enti dell'Esercito che avevano diritto a fregiarsi di uno stemma erano tutti quelli ai quali era stata concessa la Bandiera di guerra
- nel loro complesso e nei loro particolari costitutivi, gli stemmi dovevano porre in giusta evidenza i fattori storici che avevano nobilitato il Corpo o l'Ente
- lo stemma era composto di tre elementi: scudo, corona turrita, ornamenti.

In tal senso lo stemma divenne composto da:
- uno scudo appuntato (forma detta sannitica). Le sue armi possono essere formate da tutte le figure (araldiche, naturali ed ideali); la blasonatura è basare principalmente sulle origini, sulle tradizioni, sui legami territoriali e sulle più salienti glorie militari e di fatti d'arme che hanno comportato la concessione di decorazioni al Valore Militare o glorie di eventuale altra natura dei Corpi. Il capo onorevole d'oro, unico e non soggetto a partizioni, blasona le Medaglie d'Oro al Valore Militare conseguite
- una corona turrita: è formata da un cerchio d'oro, rosso all'interno, con due cordonate a muro sui margini, sostenente otto torri (cinque visibili). Le torri hanno foggia rettangolare e dieci merli alla guelfa (quattro dei quali angolari), sono munite di una porta e di una sola finestra e sono riunite da cortine di muro, ciascuna finestrata di uno. Il tutto è d'oro e murato di nero. Essa sormonta lo scudo
- ornamenti vari che comprendono:
  - Lista bifida: d'oro, svolazzante, collocata sotto la punta dello scudo, incurvata con la concavità rivolta verso l'alto, riportante il motto. I caratteri sono maiuscoli lapidari romani, di nero. La lingua da usarsi può essere quella italiana o quella latina e, solo eccezionalmente, per fondati motivi tradizionali, è consentito l'uso di una lingua straniera o di un dialetto
  - Onorificenze: sono accollate alla punta dello scudo con l'insegna pendente al centro del nastro che ha i colori della stessa (generalmente, l'insegna di Cavaliere dell'Ordine Militare d'Italia già di Savoia). Non possono essere accollate più di tre diverse onorificenze e non si deve dar luogo alla ripetizione della stessa onorificenza più volte conseguita
  - Nastri rappresentativi delle ricompense al Valore: annodati nella parte centrale non visibile della corona turrita, scendenti svolazzanti in sbarra ed in banda dal punto predetto, passando dietro la parte superiore dello scudo. Essi si ripartono alternativamente ai due lati dello scudo iniziando da destra. La loro larghezza è di 1/14 di quella dello scudo e non possono scostarsi dai fianchi dello stesso di oltre la metà della sua larghezza. Essi sono tanti quante le medaglie al Valore che fregiano la Bandiera fino ad un massimo di dieci (cinque per lato); qualora il numero complessivo delle decorazioni ecceda il suddetto limite, la stessa ricompensa più volte concessa è indicata - a partire da quella di minor prestigio - dal relativo numerico romano, d'oro, caricato sul corrispondente nastro nel senso della larghezza. Le raffigurazioni autorizzate sono:
    - M.O.V.M.: azzurro bordato d'oro
    - M.A.V.M.: azzurro bordato d'argento
    - M.B.V.M.: azzurro pieno
    - Croce di Guerra al V.M.: azzurro con due filetti centrali d'argento
    - Medaglia al Valore dell'Esercito: azzurro con due filetti d'oro
    - Medaglia al Valor Civile: i tre colori nazionali

  - Sostegni e tenenti: se ne ammette l'impiego soltanto in via eccezionale allorché una particolare ricerca storica convalidi la necessità di tali ornamenti.